# Volost
Een volost (Russisch: во́лость) was een traditionele bestuurlijke eenheid in Rusland. In de vroegere Oost-Slavische geschiedenis werd de naam volost gebruikt voor een gebied dat werd bestuurd door de knjaz (prins); ofwel een absoluut heerser of een heerser met wisselende autonomie van de opper knjaz (grootvorst). Vanaf het begin van de 14e eeuw werd de naam volost gebruikt ter aanduiding van bestuurlijke eenheden van het grootvorstendom Moskou en later in het Russische Rijk als onderdeel van een oejezd. Na de afschaffing van de Russische horigheid in 1861 werden volosten eenheden voor lokaal zelfbestuur van boeren.
De sovjets schaften de volosten af tijdens de bestuurlijke hervormingen van 1923-1929. Grof gezegd zouden rajons kunnen worden aangeduid als de opvolgers van zowel volosten als oejezden.
In het Rusland van na de Sovjet-Unie worden de volosten gebruikt in het bestuurlijke systeem van Karelië waar ze gelijkstaan aan rajons (districten) en nationale districten, in de oblasten Samara, Leningrad en Toela waar ze onderdelen vormen van rayons en waar ze dezelfde status hebben als selsovjets in andere deelgebieden van Rusland.